# توريجا (كونييتش)
توريجا (بالإنجليزية: Turija)‏ بالكيريلية (Турија) هي قرية في بلدية كونييتش التابعة للبوسنة والهرسك.